# Élections législatives comoriennes de 2020
Les élections législatives comoriennes de 2020 ont lieu les 19 janvier et 23 février 2020 afin de renouveler les membres de l'Assemblée de l'union des Comores.
Le scrutin est boycotté par l'opposition, qui accuse le président Azali Assoumani de répression contre ses opposants politiques et d'avoir truqué la récente présidentielle, peu après avoir modifié par référendum la constitution pour se maintenir au pouvoir. La Convention pour le renouveau des Comores d'Assoumani remporte sans surprise la majorité absolue dès le premier tour.

## Contexte

### Référendum constitutionnel de 2018
L'union des Comores connait depuis plusieurs années un virage autoritaire sous la direction du président Azali Assoumani. Ce dernier organise en juillet 2018 un référendum constitutionnel lui permettant de se présenter pour un nouveau mandat. Les Comores fonctionnent en effet selon un système original de rotation de la présidence entre les trois îles du pays Anjouan, Grande Comore et Mohéli, à chaque mandat. Les présidentielles organisées tous les cinq ans ont lieu sous la forme d'un premier tour dans une seule des iles par et parmi ses habitants, les trois candidats arrivés en tête devenant ceux officiels de l'élection organisé dans l'ensemble du pays au scrutin uninominal majoritaire à un tour,. Ce système voyait l'île où était organisée le premier tour changer tous les cinq ans de manière à assurer une rotation continue du chef de l'état d'une île à l'autre, ce qui imposait de fait à Assoumani de ne pouvoir se représenter que passé un délai minimum de dix ans. Le projet de réforme constitutionnelle mis en avant vise dès lors à permettre non seulement la réélection immédiate d'un président d'une même île, mais également au mandat en cours de ne pas être pris en compte, les nouveaux termes d'une constitution modifiée ne s'appliquant pas de manière rétroactive.

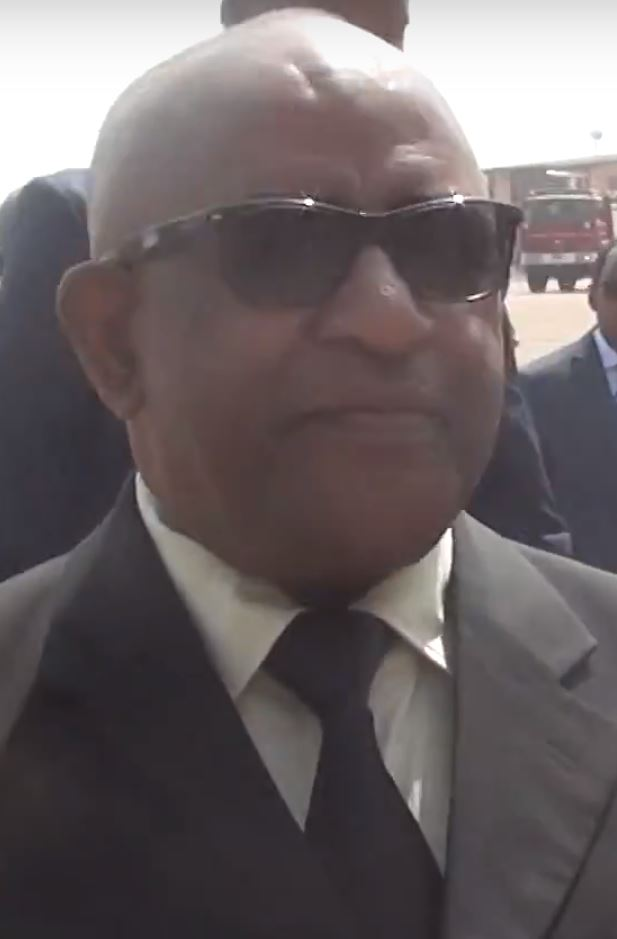
Azali Assoumani en 2018.

Au cours des premiers mois de 2018, Assoumani entreprend de larges consultations avec des représentants de la société civile sur le contenu de réformes constitutionnelles. Le 12 avril 2018, il suspend la Cour constitutionnelle comorienne et transfère par décret ses pouvoirs à la Cour suprême en raison du manque d'effectif de la première, avec trois membres sur les huit constitutionnellement requis. La nomination des cinq autres membres de la cour était elle-même bloquée par le président Assoumani, qui place son président en résidence surveillée. Les pouvoirs de la cour constitutionnelle consistent entre autres à superviser les élections et à en promulguer les résultats. Seize jours après cette suspension, Assoumani annonce la tenue du référendum constitutionnel, précisant peu après qu'en cas de résultat favorable la prochaine élection présidentielle, prévue pour 2021, sera avancée de deux ans.
Dès la suspension de la Cour constitutionnelle, des manifestations ont lieu pour en exiger le rétablissement, soutenues par la secrétaire générale de la Santé, Moinour Ahmed Saïd. Ce soutien entraîne son limogeage, ainsi que celui du directeur du quotidien d’État Al-Watwan, Ahmed Ali Amir, qui avait ouvert les colonnes du journal aux voix de l'opposition. Les manifestations sont réprimées, et leurs dirigeants placés en détention provisoire, voire pour plusieurs figures de l'opposition en résidence surveillée, tel l'ex-président Ahmed Abdallah Mohamed Sambi. Dans le contexte d'appels au boycott de l'opposition, l'amendement est voté à 92,34 % des voix, pour une participation de 62,71 %,. Le vote est suivi au mois d'octobre de violents affrontements sur l'île d'Anjouan entre les forces de l'ordre et des manifestants, qui érigent des barricades et contraignent le gouvernement à déployer l'armée. Après une semaine d'affrontements à balles réelles, les autorités reprennent le contrôle de l'ensemble de l'île,.

### Présidentielle de 2019
Désormais autorisé à se maintenir à la tête du pays jusqu'en 2029 au lieu de 2021, pour peu qu'il décroche deux élections successives, Assoumani avance comme attendu la date de la présidentielle au 24 mars 2019, à laquelle il se présente.
Les candidatures des principaux opposants sont rejetées par la Cour suprême sous des prétextes divers, dont notamment celle de l'ancien vice-président Mohamed Ali Soilihi, chef de l'Union de l'opposition, et celle d'Ibrahim Mohamed Soulé, candidat du parti Juwa. La totalité des candidats soutenus par des partis sont exclus, hormis Assoumani, qui n'affronte ainsi que des candidats indépendants considérés comme mineurs. L'indépendance de la cour, dont l’intégralité des membres sont nommés par le président Assoumani, est remise en cause, Soilihi qualifiant l'élection ainsi restreinte de « hold-up électoral dont le résultat est connu d'avance ». Des dizaines de responsables et de partisans de l'opposition sont par ailleurs arrêtés au cours des mois précédant le scrutin.
Assoumani est réélu sans surprise avec 60,7 % des suffrages au premier tour. Tout au long de la campagne, et dès l'annonce des résultats, les opposants dénoncent une fraude généralisée. Les manifestations gagnent en intensité à l'annonce des résultats, de même que la répression de la part des forces de l'ordre, qui font usage de bombes lacrymogènes, de balles à blancs, et même de balles réelles. Plusieurs des candidats ayant rejetés les résultats sont arrêtés ou blessés par la police - dont Saïd Larifou, blessé au pied par balle. Les journaux critiquant le gouvernement dont notamment La Gazette des Comores, Al-Fajr et Masiwa Komor voient leurs tirages confisqués avant leur mise en vente, leurs journalistes arrêtés et leurs presses investit par la police. La presse privé répond le 2 avril en déclarant un boycott pour deux semaines des conférences de presse du gouvernement.

### Organisation des législatives
Au cours d'une session extraordinaire de l'assemblée organisée le 3 septembre 2019, le gouvernement parvient à faire voter par 17 voix contre 16 une loi d'habilitation autorisant le président Assoumani à gouverner par décret et à prendre toute mesure nécessaire pour l'organisation des futures élections législatives. Ces nouveaux pouvoirs sont utilisés début octobre pour retirer aux parlementaires leurs immunité avant une série de nouvelles arrestations et d'inculpation de figures de l'opposition. Afin d’empêcher qu'une loi d'amnistie visant à empêcher l'emprisonnement pour activité politique ne soit mise à l'ordre du jour et débattue, le gouvernement finit par mettre fin aux activités de l'assemblée le 31 décembre, trois mois avant la fin naturelle de son mandat,.

## Mode de scrutin
L'Assemblée de l'union des Comores est un parlement unicaméral composé de 33 sièges renouvelés tous les cinq ans, dont 24 directement par la population au scrutin uninominal majoritaire à deux tours dans autant de circonscriptions. Dans chacune d'entre elles, le candidat ayant recueilli la majorité absolue au premier tour l'emporte. À défaut, un second tour est organisé entre les deux candidats arrivés en tête au premier, et celui recueillant le plus de voix est déclaré élu. Les 9 sièges restants sont pourvus au scrutin indirect par les assemblées des trois îles constitutives de l'Union - Grande Comore, Anjouan et Mohéli - à raison de trois sièges chacune.

## Campagne
Les élections sont marquées par le boycott des principaux partis d'opposition, ne laissant plus en lice que des candidats des partis de la mouvance présidentielle organisée autour de la Convention pour le renouveau des Comores (CRC), acquis au président Assoumani, ainsi que des candidats sans étiquettes, qui constituent rapidement les seules véritables forces d'opposition en lice. Quelques membres de l'opposition choisissent notamment de se présenter en indépendants pour tenter malgré tout leur chance sans mettre dans l’embarras leurs partis respectifs. Au total, seule une soixantaine de candidats se présentent pour les vingt-quatre sièges à pourvoir. La campagne électorale peine par conséquent à mobiliser les électeurs, dans un pays où les élections sont d'habitude l'occasion de larges défilés de soutiens de campagne aux couleurs des différents partis. La majorité des candidats optent au contraire pour des campagnes de proximité, faites de porte à porte et de rencontres avec les électeurs dans les lieux publics,.
Au total, seuls 81 candidats voient leur candidature validée, dont 45 indépendants et 35 issus de la mouvance présidentielle : 21 de la Convention pour le renouveau des Comores (CRC) du président Assoumani, 7 du Rassemblement pour une Alternative de Développement Harmonieux et Intégré (communément abrégé en Radhi) mené par le conseiller de campagne d'Assoumani, Houmed M'saidie ; et sept du Parti orange, mené par le ministre de l'intérieur Mohamed Daoudou, également chargé de l'organisation des élections et de l'inculpation des figures de l'opposition. Malgré leur objectif affiché d'un soutien au président derrière un projet de développement national impliquant tous les Comoriens, les partis de la mouvance avancent en ordre dispersé. Ceux ci font en effet l'objet de dissensions liées au maintien de candidats en concurrence dans certaines circonscriptions, notamment entre la CRC et le parti orange,. Enfin, l'ancien gouverneur de l’ile de Grande Comore, Mouigni Baraka, est le seul candidat d'un parti d'opposition, le Rassemblement Démocratique des Comores (RDC).

## Résultats
|                           |                                                                                   |              |              |              |             |             |             |              |               |  |  |  |  |  |
| Partis                    | Partis                                                                            | Premier tour | Premier tour | Premier tour | Second tour | Second tour | Second tour | Total sièges | +/-           |  |  |  |  |  |
| Partis                    | Partis                                                                            | Voix         | %            | Sièges       | Voix        | %           | Sièges      | Total sièges | +/-           |  |  |  |  |  |
|                           | Convention pour le renouveau des Comores (CRC)                                    | 113 826      | 60,94        | 16           | 18 318      | 54,09       | 4           | 20           | 18            |  |  |  |  |  |
|                           | Organisation républicaine pour l'avenir des nouvelles générations (Orange)        | 8 073        | 4,32         | 1            | 6 382       | 18,85       | 1           | 2            | 2             |  |  |  |  |  |
|                           | Rassemblement pour une alternative de développement harmonieux et intégré (RADHI) | 4 949        | 2,65         | 0            | 310         | 0,92        | 0           | 0            | 1             |  |  |  |  |  |
|                           | Rassemblement démocratique des Comores (RDC)                                      | 2 370        | 1,27         | 0            |             |             |             | 0            | 2             |  |  |  |  |  |
|                           | Indépendants                                                                      | 57 555       | 30,82        | 2            | 8 853       | 26,14       | 0           | 2            | 1             |  |  |  |  |  |
|                           | Membres nommés                                                                    |              |              |              |             |             |             | 9            | en stagnation |  |  |  |  |  |
|                           |                                                                                   |              |              |              |             |             |             |              |               |  |  |  |  |  |
| Suffrages exprimés        | Suffrages exprimés                                                                | 186 773      | 95,40        |              | 33 863      | 90,08       |             |              |               |  |  |  |  |  |
| Votes blancs et invalides | Votes blancs et invalides                                                         | 9 000        | 4,60         | 3 729        | 9,92        |             |             |              |               |  |  |  |  |  |
| Total                     | Total                                                                             | 195 773      | 100          | 19           | 37 592      | 100         | 5           | 33           | en stagnation |  |  |  |  |  |
| Abstentions               | Abstentions                                                                       | 117 876      | 37,58        |              | 22 268      | 37,20       |             |              |               |  |  |  |  |  |
| Inscrits / participation  | Inscrits / participation                                                          | 313 649      | 62,42        | 59 860       | 62,80       |             |             |              |               |  |  |  |  |  |

### Résultats par circonscription
| Circonscription          | Parti         | Parti                           | Candidat                        | Premier tour | Premier tour | Second tour | Second tour |
| Circonscription          | Parti         | Parti                           | Candidat                        | Votes        | %            | Votes       | %           |
| ------------------------ | ------------- | ------------------------------- | ------------------------------- | ------------ | ------------ | ----------- | ----------- |
| Dewa                     |               | CRC                             | Chamina Ben Mohamed             | 732          | 53.01        |             |             |
| Dewa                     |               | Indépendant                     | Ibrahim Ahmed Kassim            | 417          | 30.20        |             |             |
| Dewa                     |               | Indépendant                     | Ali Said Chanfi                 | 163          | 11.80        |             |             |
| Dewa                     |               | Indépendant                     | Ben Omar Attoumane Tara         | 69           | 5.00         |             |             |
| Dewa                     |               |                                 |                                 |              |              |             |             |
| Dewa                     | Participation | Participation                   | Participation                   | 1,429        | 25.40        |             |             |
| Dewa                     | Électorat     | Électorat                       | Électorat                       | 5,625        | 100          |             |             |
|                          |               |                                 |                                 |              |              |             |             |
| Msoutrouni and Moimbassa |               | CRC                             | Abdallah Said Sarouma           | 2,227        | 68.21        |             |             |
| Msoutrouni and Moimbassa |               | Indépendant                     | Said Bacar Ben Attoumane        | 800          | 24.50        |             |             |
| Msoutrouni and Moimbassa |               | RADHI                           | Ahmed Omar Avilaza              | 238          | 7.29         |             |             |
| Msoutrouni and Moimbassa |               |                                 |                                 |              |              |             |             |
| Msoutrouni and Moimbassa | Participation | Participation                   | Participation                   | 3,408        | 50.03        |             |             |
| Msoutrouni and Moimbassa | Électorat     | Électorat                       | Électorat                       | 6,812        | 100          |             |             |
|                          |               |                                 |                                 |              |              |             |             |
| Djando                   |               | CRC                             | Said Assane Madi                | 1,413        | 53.30        |             |             |
| Djando                   |               | Indépendant                     | Dhoihir Daroueche               | 827          | 31.20        |             |             |
| Djando                   |               | Indépendant                     | Saindou Issoufa Djabir          | 299          | 11.28        |             |             |
| Djando                   |               | Indépendant                     | Bachir Maenfou Said             | 112          | 4.22         |             |             |
| Djando                   |               |                                 |                                 |              |              |             |             |
| Djando                   | Participation | Participation                   | Participation                   | 2,763        | 66.59        |             |             |
| Djando                   | Électorat     | Électorat                       | Électorat                       | 4,149        | 100          |             |             |
|                          |               |                                 |                                 |              |              |             |             |
| Mledjele                 |               | CRC                             | Anfani Hamada Bacar             | 2,827        | 77.62        |             |             |
| Mledjele                 |               | RADHI                           | Achafion Abdillah Toibibou      | 815          | 22.38        |             |             |
| Mledjele                 |               |                                 |                                 |              |              |             |             |
| Mledjele                 | Participation | Participation                   | Participation                   | 3,762        | 65.76        |             |             |
| Mledjele                 | Électorat     | Électorat                       | Électorat                       | 5,721        | 100          |             |             |
|                          |               |                                 |                                 |              |              |             |             |
| Sima                     |               | CRC                             | Moustadroine Abdou              | 20,009       | 100          |             |             |
| Sima                     |               |                                 |                                 |              |              |             |             |
| Sima                     | Participation | Participation                   | Participation                   | 20,492       | 91.18        |             |             |
| Sima                     | Électorat     | Électorat                       | Électorat                       | 22,473       | 100          |             |             |
|                          |               |                                 |                                 |              |              |             |             |
| Mutsamudu I              |               | CRC                             | Hayda Nourdine Sidi             | 4,510        | 62.35        |             |             |
| Mutsamudu I              |               | Indépendant                     | Fatima Said Ali Ben Omar        | 1,558        | 21.54        |             |             |
| Mutsamudu I              |               | Indépendant                     | Naile Jaffar                    | 1,148        | 15.87        |             |             |
| Mutsamudu I              |               | Indépendant                     | Mariama Houmadi Daoud           | 17           | 0.24         |             |             |
| Mutsamudu I              |               |                                 |                                 |              |              |             |             |
| Mutsamudu I              | Participation | Participation                   | Participation                   | 7,613        | 40.86        |             |             |
| Mutsamudu I              | Électorat     | Électorat                       | Électorat                       | 18,632       | 100          |             |             |
|                          |               |                                 |                                 |              |              |             |             |
| Mutsamudu II             |               | CRC                             | Abou Achiraf Ali Bacar          | 4,987        | 100          |             |             |
| Mutsamudu II             |               |                                 |                                 |              |              |             |             |
| Mutsamudu II             | Participation | Participation                   | Participation                   | 5,173        | 65.18        |             |             |
| Mutsamudu II             | Électorat     | Électorat                       | Électorat                       | 7,937        | 100          |             |             |
|                          |               |                                 |                                 |              |              |             |             |
| Ouani                    |               | Independent                     | Mouhouyouddine Affraitane       | 4,423        | 52.82        |             |             |
| Ouani                    |               | CRC                             | Soiladine Salim                 | 2,876        | 34.34        |             |             |
| Ouani                    |               | Parti Orange                    | Kamardine Soilihi               | 1,075        | 12.84        |             |             |
| Ouani                    |               |                                 |                                 |              |              |             |             |
| Ouani                    | Participation | Participation                   | Participation                   | 8,682        | 57.62        |             |             |
| Ouani                    | Électorat     | Électorat                       | Électorat                       | 15,068       | 100          |             |             |
|                          |               |                                 |                                 |              |              |             |             |
| Cuvette                  |               | CRC                             | Ladaenti Houmadi                | 3,688        | 64.01        |             |             |
| Cuvette                  |               | Indépendant                     | Djanffar Baco                   | 1,330        | 23.08        |             |             |
| Cuvette                  |               | RADHI                           | Mounia Ahamadi                  | 744          | 12.91        |             |             |
| Cuvette                  |               |                                 |                                 |              |              |             |             |
| Cuvette                  | Participation | Participation                   | Participation                   | 5,927        | 74.66        |             |             |
| Cuvette                  | Électorat     | Électorat                       | Électorat                       | 7,939        | 100          |             |             |
|                          |               |                                 |                                 |              |              |             |             |
| Domoni I                 |               | CRC                             | Salim Mohamed Abderemane        | 955          | 29.07        | 1,459       | 58.31       |
| Domoni I                 |               | Indépendant                     | Nourdine Midiladji Abderemane   | 976          | 29.71        | 1,043       | 41.69       |
| Domoni I                 |               | RADHI                           | Ibrahim Mohamed Hanif           | 664          | 20.21        |             |             |
| Domoni I                 |               | Indépendant                     | Madjid Mohamed Chakir           | 439          | 13.36        |             |             |
| Domoni I                 |               | Parti Orange                    | Hoistoi Thoueni Said            | 251          | 7.64         |             |             |
| Domoni I                 |               |                                 |                                 |              |              |             |             |
| Domoni I                 | Participation | Participation                   | Participation                   | 3,431        | 33.24        | 3,637       | 35.17       |
| Domoni I                 | Électorat     | Électorat                       | Électorat                       | 10,322       | 100          | 10,341      | 100         |
|                          |               |                                 |                                 |              |              |             |             |
| Domoni II                |               | CRC                             | Adnani Mouhamadi                | 4,884        | 49.65        | 9,036       | 67.79       |
| Domoni II                |               | Indépendant                     | Dhoimir Samadane                | 2,270        | 23.08        | 4,293       | 32.31       |
| Domoni II                |               | Indépendant                     | Moursoid Massondi               | 1,777        | 18.07        |             |             |
| Domoni II                |               | Indépendant                     | Abdel Kader Charcane            | 905          | 9.20         |             |             |
| Domoni II                |               |                                 |                                 |              |              |             |             |
| Domoni II                | Participation | Participation                   | Participation                   | 10,133       | 64.17        | 14,014      | 92.43       |
| Domoni II                | Électorat     | Électorat                       | Électorat                       | 15,790       | 100          | 15,162      | 100         |
|                          |               |                                 |                                 |              |              |             |             |
| Nioumakele I             |               | CRC                             | Mohamed Ahmed Said              | 11,365       | 88.07        |             |             |
| Nioumakele I             |               | Parti Orange                    | Abibou Ben Mahamoud             | 1,064        | 8.24         |             |             |
| Nioumakele I             |               | Indépendant                     | Halidi Abderemane Ibrahim       | 476          | 3.69         |             |             |
| Nioumakele I             |               |                                 |                                 |              |              |             |             |
| Nioumakele I             | Participation | Participation                   | Participation                   | 13,328       | 91.66        |             |             |
| Nioumakele I             | Électorat     | Électorat                       | Électorat                       | 14,540       | 100          |             |             |
|                          |               |                                 |                                 |              |              |             |             |
| Nioumakele II            |               | CRC                             | Mohamed Mourchidi               | 5,956        | 60.36        |             |             |
| Nioumakele II            |               | Indépendant                     | Nadhuf Ahmed Oili               | 2,095        | 21.23        |             |             |
| Nioumakele II            |               | Indépendant                     | Ahamadi Houmadi Soufou          | 1,817        | 18.41        |             |             |
| Nioumakele II            |               |                                 |                                 |              |              |             |             |
| Nioumakele II            | Participation | Participation                   | Participation                   | 10,058       | 90.91        |             |             |
| Nioumakele II            | Électorat     | Électorat                       | Électorat                       | 11,064       | 100          |             |             |
|                          |               |                                 |                                 |              |              |             |             |
| Moroni Nord              |               | CRC                             | Abdou Said Mdahoma              | 583          | 38.33        | 2,167       | 87.48       |
| Moroni Nord              |               | RADHI                           | Mohamed Ahmed                   | 416          | 27.35        | 310         | 12.52       |
| Moroni Nord              |               | Parti Orange                    | Kassim Ibrahim                  | 205          | 13.48        |             |             |
| Moroni Nord              |               | Indépendant                     | Mohamed Farouk Attoumani        | 137          | 9.01         |             |             |
| Moroni Nord              |               | Indépendant                     | Mze Abdou Soule Elbak           | 126          | 8.28         |             |             |
| Moroni Nord              |               | Indépendant                     | Ahamadi Houmadi Farida          | 54           | 3.55         |             |             |
| Moroni Nord              |               |                                 |                                 |              |              |             |             |
| Moroni Nord              | Participation | Participation                   | Participation                   | 1,597        | 18.46        | 2,769       | 31.51       |
| Moroni Nord              | Électorat     | Électorat                       | Électorat                       | 8,650        | 100          | 8,787       | 100         |
|                          |               |                                 |                                 |              |              |             |             |
| Moroni Sud               |               | Parti Orange                    | Djoumoi Idjabou Mroivili        | 2,388        | 69.26        |             |             |
| Moroni Sud               |               | Indépendant                     | Tourqui Said Ahmed Chams-Eddine | 543          | 15.75        |             |             |
| Moroni Sud               |               | Indépendant                     | Jose Chakhrina Nourdine Abodo   | 381          | 11.05        |             |             |
| Moroni Sud               |               | Indépendant                     | Karimou Abdoulwahabi            | 136          | 3.94         |             |             |
| Moroni Sud               |               |                                 |                                 |              |              |             |             |
| Moroni Sud               | Participation | Participation                   | Participation                   | 3,615        | 42.89        |             |             |
| Moroni Sud               | Électorat     | Électorat                       | Électorat                       | 8,428        | 100          |             |             |
|                          |               |                                 |                                 |              |              |             |             |
| Bambao                   |               | CRC                             | Maoulida Mmadi Issihaka         | 10,355       | 66.01        |             |             |
| Bambao                   |               | Indépendant                     | Youssouf Ismael Mmadi           | 2,435        | 15.52        |             |             |
| Bambao                   |               | Indépendant                     | Moussa Ibrahim                  | 1,732        | 11.04        |             |             |
| Bambao                   |               | Indépendant                     | Said Abdillah Said Ahmed        | 1,164        | 7.42         |             |             |
| Bambao                   |               |                                 |                                 |              |              |             |             |
| Bambao                   | Participation | Participation                   | Participation                   | 16,736       | 77.16        |             |             |
| Bambao                   | Électorat     | Électorat                       | Électorat                       | 21,689       | 100          |             |             |
|                          |               |                                 |                                 |              |              |             |             |
| Oichili-Dimani           |               | CRC                             | Zoubeiri Mohamed Ahamed         | 6,224        | 72.42        |             |             |
| Oichili-Dimani           |               | Democratic Rally of the Comoros | El-Anrif Mohamed                | 2,370        | 27.58        |             |             |
| Oichili-Dimani           |               |                                 |                                 |              |              |             |             |
| Oichili-Dimani           | Participation | Participation                   | Participation                   | 9,133        | 59.54        |             |             |
| Oichili-Dimani           | Électorat     | Électorat                       | Électorat                       | 15,340       | 100          |             |             |
|                          |               |                                 |                                 |              |              |             |             |
| Itsandra Nord            |               | CRC                             | Abdoul Aziz Mohamed             | 4,441        | 60.57        |             |             |
| Itsandra Nord            |               | Indépendant                     | Saadi Salim                     | 1,940        | 26.46        |             |             |
| Itsandra Nord            |               | Indépendant                     | Ahamada Said                    | 951          | 12.97        |             |             |
| Itsandra Nord            |               |                                 |                                 |              |              |             |             |
| Itsandra Nord            | Participation | Participation                   | Participation                   | 7,683        | 56.65        |             |             |
| Itsandra Nord            | Électorat     | Électorat                       | Électorat                       | 13,563       | 100          |             |             |
|                          |               |                                 |                                 |              |              |             |             |
| Itsandra Sud             |               | Parti Orange                    | Hassani Mohamed                 | 1,404        | 27.94        | 3,563       | 50.32       |
| Itsandra Sud             |               | Indépendant                     | Soilihi Abdou                   | 1,460        | 29.05        | 3,517       | 49.68       |
| Itsandra Sud             |               | RADHI                           | Abdoul El Wahab Moussa          | 1,396        | 27.78        |             |             |
| Itsandra Sud             |               | Indépendant                     | Alloui Said Abasse              | 951          | 12.97        |             |             |
| Itsandra Sud             |               |                                 |                                 |              |              |             |             |
| Itsandra Sud             | Participation | Participation                   | Participation                   | 5,334        | 45.74        | 7,935       | 68.05       |
| Itsandra Sud             | Électorat     | Électorat                       | Électorat                       | 11,661       | 100          | 11,661      | 100         |
|                          |               |                                 |                                 |              |              |             |             |
| Mitsamiouli-Mboude       |               | Independent                     | Mohamed Ahamada Baco            | 6,696        | 51.52        |             |             |
| Mitsamiouli-Mboude       |               | Indépendant                     | Chamsoudine Soule               | 2,650        | 20.39        |             |             |
| Mitsamiouli-Mboude       |               | Indépendant                     | Abdou Mbalia Zainoudine         | 2,520        | 19.39        |             |             |
| Mitsamiouli-Mboude       |               | Indépendant                     | Mohamed Maamoune Mohamoud       | 1,130        | 8.69         |             |             |
| Mitsamiouli-Mboude       |               |                                 |                                 |              |              |             |             |
| Mitsamiouli-Mboude       | Participation | Participation                   | Participation                   | 14,156       | 49.64        |             |             |
| Mitsamiouli-Mboude       | Électorat     | Électorat                       | Électorat                       | 28,516       | 100          |             |             |
|                          |               |                                 |                                 |              |              |             |             |
| Hambou                   |               | CRC                             | Dawiat Mohamed                  | 6,371        | 80.45        |             |             |
| Hambou                   |               | Indépendant                     | Said Athoumani                  | 1,548        | 19.55        |             |             |
| Hambou                   |               |                                 |                                 |              |              |             |             |
| Hambou                   | Participation | Participation                   | Participation                   | 8,479        | 67.18        |             |             |
| Hambou                   | Électorat     | Électorat                       | Électorat                       | 12,621       | 100          |             |             |
|                          |               |                                 |                                 |              |              |             |             |
| Hamahamet-Mboinkou       |               | CRC                             | Ali Mohamed Abdou               | 5,338        | 63.88        |             |             |
| Hamahamet-Mboinkou       |               | Indépendant                     | Mohamed Assoumani               | 1,822        | 21.80        |             |             |
| Hamahamet-Mboinkou       |               | Indépendant                     | Mohamed Said Hassane            | 1,196        | 14.31        |             |             |
| Hamahamet-Mboinkou       |               |                                 |                                 |              |              |             |             |
| Hamahamet-Mboinkou       | Participation | Participation                   | Participation                   | 8,926        | 51.95        |             |             |
| Hamahamet-Mboinkou       | Électorat     | Électorat                       | Électorat                       | 17,182       | 100          |             |             |
|                          |               |                                 |                                 |              |              |             |             |
| Ngouengwe                |               | CRC                             | Ali Said                        | 4,658        | 45.86        | 5,656       | 66.74       |
| Ngouengwe                |               | Parti Orange                    | Ahmed Youssouf                  | 1,686        | 16.60        | 2,819       | 33.26       |
| Ngouengwe                |               | Indépendant                     | Antoisse Mohamed Ibrahim        | 1,386        | 13.65        |             |             |
| Ngouengwe                |               | Indépendant                     | Ahmed Said Abdallah             | 1,258        | 12.39        |             |             |
| Ngouengwe                |               | RADHI                           | Mariama Mohamed                 | 676          | 6.66         |             |             |
| Ngouengwe                |               | Indépendant                     | Soilihi Mohamed                 | 492          | 4.84         |             |             |
| Ngouengwe                |               |                                 |                                 |              |              |             |             |
| Ngouengwe                | Participation | Participation                   | Participation                   | 10,663       | 78.61        | 9,237       | 66.41       |
| Ngouengwe                | Électorat     | Électorat                       | Électorat                       | 13,565       | 100          | 13,909      | 100         |
|                          |               |                                 |                                 |              |              |             |             |
| Itsahidi                 |               | CRC                             | Abdou-Rahim Mistoihi            | 9,427        | 75.16        |             |             |
| Itsahidi                 |               | Indépendant                     | Habdallah Ali Mohamed           | 2,045        | 16.31        |             |             |
| Itsahidi                 |               | Indépendant                     | Mnemoi Ahmed Doudou             | 1,070        | 8.53         |             |             |
| Itsahidi                 |               |                                 |                                 |              |              |             |             |
| Itsahidi                 | Participation | Participation                   | Participation                   | 13,252       | 80.99        |             |             |
| Itsahidi                 | Électorat     | Électorat                       | Électorat                       | 16,362       | 100          |             |             |

## Analyse et conséquences
Le premier tour a lieu dans le calme, malgré quelque incidents mineurs. Sans surprise, les partis de la mouvance présidentielle remportent la majorité absolue en décrochant 17 sièges sur 24 dès le premier tour, dont 16 à la CRC. Deux sièges reviennent à des indépendants, et cinq autres sont mis en ballotage en février. L'opposition conteste les chiffres officiels de la participation, l'estimant dix pour cent en deçà des 61,48 % annoncés par la Commission électorale nationale indépendante (Céni) à partir des résultats préliminaires. Cette dernière estime qu'il s'agit de l'un des scrutins s'étant le mieux déroulés dans l'histoire des Comores.
Le second tour organisé le 23 février en même temps que les municipales se déroule dans le calme, en l'absence de réel enjeu. Dans la capitale Moroni, le candidat du parti Radhi se désiste au profit de son adversaire de la CRC
. Après décompte des résultats du second tour, l'alliance présidentielle réunit vingt-deux sièges sur les vingt-quatre élus, dont vingt à la CRC et deux au parti Orange, les deux restants revenant à des indépendants. Les partis d'opposition perdent ainsi toute représentativité à l'assemblée, une situation rendue durable par une disposition de la constitution de 2018 faisant automatiquement perdre son siège à un député décidant de quitter le parti sous l'étiquette duquel il a été élu.